# Protest

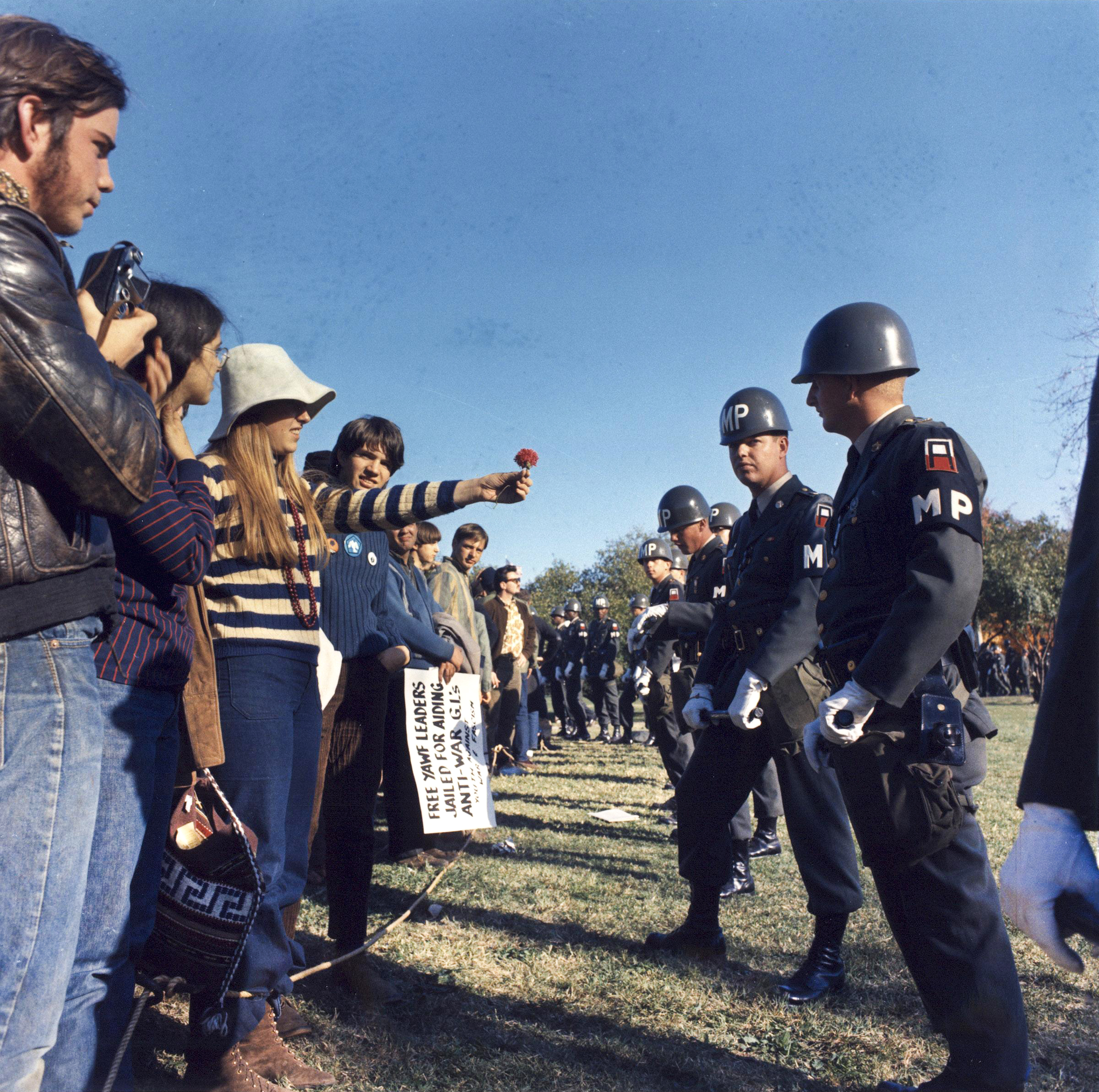
Hippieprotest tegen de Vietnamoorlog

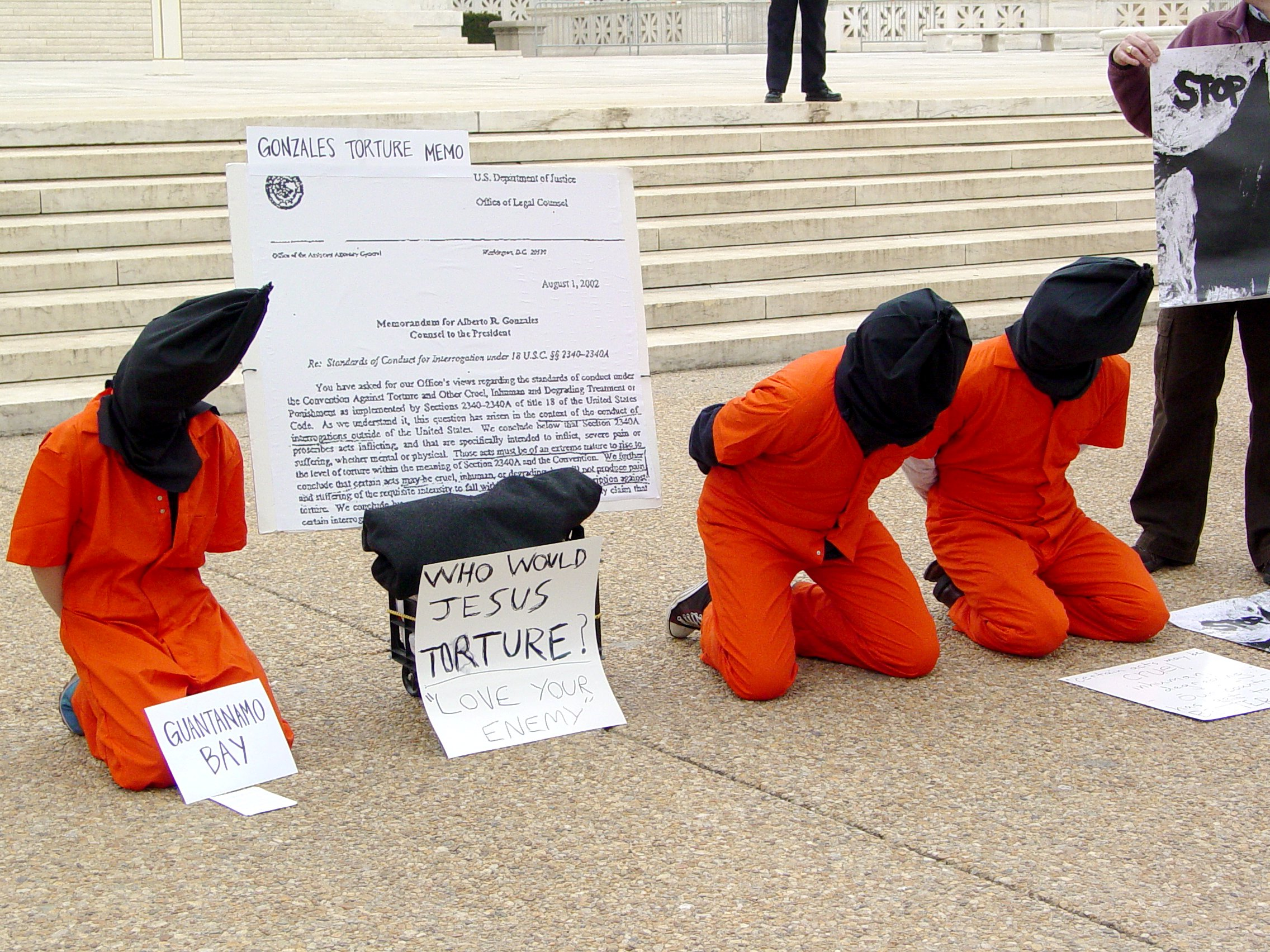
Als gevangenen verklede demonstranten protesteren tegen Guantánamo Bay

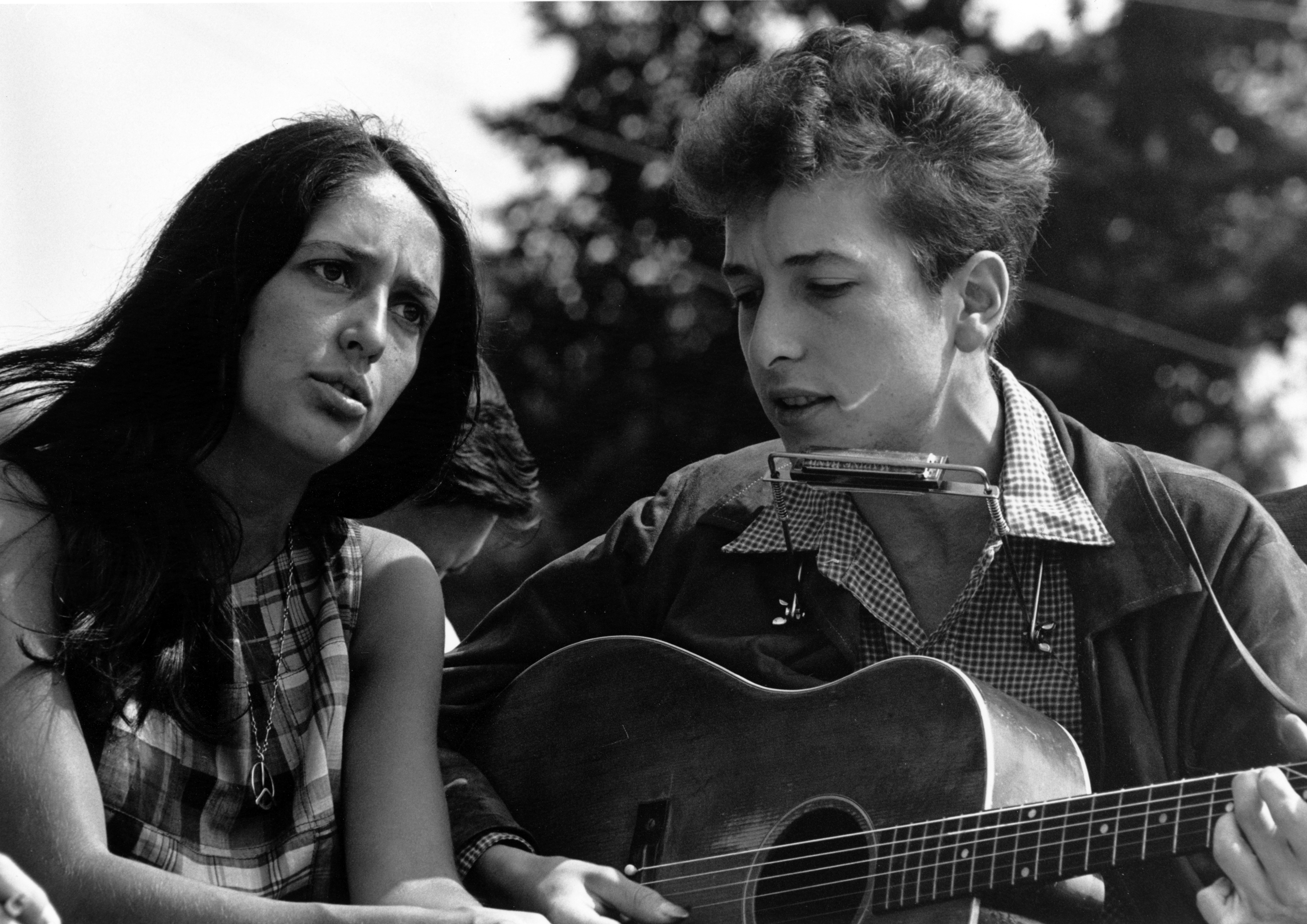
Bob Dylan en Joan Baez, twee van de bekendste protestzangers. Deze foto is gemaakt tijdens de "March on Washington for Jobs and Freedom" in 1963.

Protest (van het Lat.: pro is 'voor', testari is 'getuigen') is het uitdrukken van negatieve gevoelens omtrent bepaalde politieke of maatschappelijke problemen. Op deze manier hopen mensen een verandering in de samenleving te bewerkstelligen.
Protesten worden al eeuwenlang gevoerd. Vroeger was dit vooral tegen de politiek, tegen criminaliteit of tegen religieuze zondaars (zoals de grote feesten die ontstonden na het straffen van misdadigers en ketters). Sinds de 20e eeuw is het in veel protesten van belang om taboes te doorbreken of tegen de gevestigde orde in te gaan. Zo werd er in de jaren 60 door hippies veel geprotesteerd om bijvoorbeeld acceptatie van abortus en homoseksualiteit af te dwingen, en zijn het recenter organisaties als Fathers 4 Justice die van zich laten horen.
In het Nederlands is een protest ook een ambtelijke, schriftelijke verklaring dat de betaling van een wissel geweigerd wordt

## Bekende voorbeelden
- De Reformatie van het christendom in de 16e eeuw
- De Franse Revolutie in de 18e eeuw, waarin het Franse koningshuis verstoten werd
- Het Volkspetitionnement van 1878
- De vele ludieke protesten van hippies, onder andere voor vrede en de legalisering van drugs
- Het Komitee Kruisraketten Nee in de jaren 80
- Websites als Indymedia, die zich afzetten tegen het heersende politieke of maatschappelijke klimaat
- De rellen die in 2006 ontstonden na de publicatie van cartoons over Mohammed in Jyllands-Posten
- De Egyptische revolutie in 2011
- De Occupybeweging in 2011

## Vormen van protest
Een lijst van vormen van protest:
- Adbusten
- Be-In
- Belastingstaking
- Bezetting
- Boycot
- Burgerlijke ongehoorzaamheid
- Demonstratie of betoging
- Die-in
- Graffiti (soms)
- Huurstaking
- Naakt protesteren
- Picketing
- Protestlied
- Bepaalde gevallen van publiciteitsacties en -stunts
- Raasta roko
- Rellen
- Revolutie
- Samizdat en zine
- Satire, zoals cartoons en sommige columns
- Satyagraha
- Sit-in
- Stakingen
- Teach-in
- Vlagverbranding
- Vredeskamp
- Zelfkastijding
- Zelfverbranding